# Сорочиха (Новосибирская область)
Сорочиха — село в Карасукском районе Новосибирской области. Входит в состав Троицкого сельсовета. Родовое поместье купца Лаврентия Сорокина, впоследствии его сына Ивана Лаврентьевича Сорокина, названое в честь его жены Татьяны Сорокиной, известной среди местных жителей как «Сорочиха», которая управляла имением после кончины мужа в 1921 году и вплоть до раскулачивания имения в 1922-23 годах и последующем его разграблением жителями соседнего села Рыбаки (ныне Троицкое).
Купец Сорокин владел был одним из самых богатых людей в Западной Сибири, напрямую поставлял молочную продукцию и масло в Петербург ко столу Императора, а в 1905 году снабжал армию солёным мясом и маслом в течение Русско-Японской войны. Сорокины имели до 80000 голов скота и лошадей, паровую мельницу с вальцующим прессом, маслозавод, усадьбу и торговые лавки в Павлодаре, усадьбу в Омске, усадьбу в Славгороде (Алтайский край), скопленный капитал более миллиона рублей. После захвата имущества купца и последующих ремонтов в его домах были найдены клады из золотых монет царской чеканки (на самом деле золото купца, спрятанное от грабителей и большевиков) которые сразу были экспроприированы большевистской властью.
По результатам частного журналистского расследования Людмилы Павленко, опубликованного в выпуске газеты «Советская Сибирь» от 2007.05.12 в статье под заголовком «От усадьбы одно только имя», старожилами упоминается, что надгробная плита могилы купца Сорокина была использована в строительстве фундамента ныне действующего проф.тех. училища номер 86. Пропавшие родовые молитвенные валуны из разграбленной усадьбы Сорокиных с надписями на старо-славянском языке, вероятно, так же были использованы большевиками в постройке фундаментов прочих построек села.

## География
Площадь села — 35 гектаров

## Население
| 2002 | 2007 | 2010 |
| ---- | ---- | ---- |
| 505  | ↘468 | ↗542 |

## Инфраструктура
В селе по данным на 2007 год функционируют 1 учреждение здравоохранения, 1 образовательное учреждение.